# Odd Nordstoga
Odd Nordstoga (født 10. december 1972) er en norsk musiker, sanger og komponist fra Vinje i Telemark. Han er kendt som soloartist, har vundet flere priser og blev kåret til Årets spellemann under Spellemannprisen i 2004. Nordstoga fik sit gennembrud i 2004 med soloalbummet Luring. Albummet, som en blanding af pop og traditionel folkemusik og med tekster på dialekt og nynorsk, har solgt 160.000 eksemplarer i Norge. Han har udgivet flere soloalbums og har blandt andet samarbejdet med Sissel Kyrkjebø, Ingebjørg Bratland, tekstforfatterne Ragnar Hovland og Stein Versto.

## Diskografi
- 1997 Something Odd (Odd Productions) – Something Odd
- 1998 Solreven (BMG Norway/RCA) – Something Odd
- 2000 Nordstoga (Grappa Musikkforlag) – Nordstoga
- 2001 Blåmann Blåmann (album) (Heilo/Grappa Musikkforlag) – Blåmann Blåmann
- 2002 Nivelkinn (Heilo/Grappa Musikkforlag) – Øyonn Groven Myhren & Odd Nordstoga
- 2004 Luring (Sonet/Universal) – Odd Nordstoga
- 2006 Heim te mor (Sonet/Universal) – Odd Nordstoga
- 2008 Pilegrim (Universal) – Odd Nordstoga
- 2009 Strålande Jul (Universal) – Sissel Kyrkjebø & Odd Nordstoga
- 2010 November (Sonet/Universal) – Odd Nordstoga
- 2011 Bestevenn (Sonet/Universal) – Odd Nordstoga
- 2013 Heimafrå (Universal) - Ingebjørg Bratland & Odd Nordstoga
- 2015 Dette landet (Universal) - Odd Nordstoga
- 2016 Aleine heime (Universal) - Odd Nordstoga
- 2018 Kløyvd (Universal) - Odd Nordstoga
- 2018 Jul (Universal) - Odd Nordstoga